# Lucille Ricksen
Lucille Ricksen, pseudonimo di Ingeborg Myrtle Elisabeth Ericksen (Chicago, 22 agosto 1910 – Los Angeles, 13 marzo 1925), è stata un'attrice statunitense, attiva nel cinema muto dal 1915 al 1924 (tra i 5 e 14 anni d'età) come attrice bambina ma già impiegata fin dai 12 anni a interpretare parti da adulta, fino alla morte prematura per tubercolosi.

## Biografia
Lucille e il fratello maggiore Marshall (1907-1975) erano i figli di due immigrati danesi, Samuel Ericksen e Ingeborg Nielsen. Nata a Chicago, Lucille venne proposta giovanissima dalla madre come modella bambina, acquisendo credenziali sufficienti per entrare nel mondo del cinema. Del 1915, a cinque anni, è il suo primo film, The Millionaire Baby, prodotto dalla Selig Polyscope Company di Chicago, nel quale Lucille è accreditata con il nome di Baby Erickson.
Scoperta da un agente della Goldwyn Pictures Corporation, Lucille arrivò nel 1920 con il fratello e la madre Ingeborg a Hollywood dove recitò da protagonista dal marzo 1920 all'aprile 1921 undici episodi delle avventure del bambino Edgar Pomeroy, interpretato da Edward Peil Jr.. In uno di essi, Edgar's Jonah Day, recita anche il fratello Marshall. Lucille mostrò tutto il suo talento divenendo una delle più note attrici bambine del tempo e una delle maggiori promesse di Hollywood.
Fu poi la volta di The Old Nest con protagonista Mary Alden, nel quale ebbe una parte, per la seconda e ultima volta, anche il fratello Marshall. Nel 1922 Lucille interpretò, tra gli altri, il film di Marshall Neilan The Strangers' Banquet, con Claire Windsor e Hobart Bosworth, e la commedia di Stuart Paton The Married Flapper con Marie Prevost e Kenneth Harlan, nella quale venne fatta apparire più adulta dei suoi dodici anni. L'attrice si dimostrò perfettamente a suo agio non solo nell'impersonare ruoli da adulta ma nell'affrontare tematiche impegnative come nel dramma Human Wreckege (1923), un film prodotto e interpretato dall'attrice Dororthy Davenport come denuncia dei tragici effetti della dipendenza dalla droga dopo la morte del marito Wallace Reid.
Queste caratteristiche di maturità precoce si ripeterono nel film di Marshall Neilan The Rendezvous (1923), con Conrad Nagel e Syd Chaplin, dove la tredicenne Lucille è la protagonista Vera, una contadina russa, moglie vessata di un ufficiale.
Nel 1924, non ancora quattordicenne, fu scelta tra le WAMPAS Baby Stars, le promettenti giovani attrici destinate alla fama e alla fortuna secondo la Western Association of Motion Picture Advertisers: con lei furono indicate anche Dorothy Mackaill e Clara Bow. Ma le cose andarono diversamente, poiché quello fu l'anno delle sue ultime interpretazioni. Dopo avere recitato con Claire Windsor e William Haines il dramma The Denial si ammalò. Il suo medico diagnosticò un forte esaurimento fisico e nervoso.
Lucille Ricksen passò nel letto della sua casa di Los Angeles gli ultimi mesi di vita. Il 26 febbraio 1925 la madre Ingeborg, mentre vegliava Lucille, ebbe un attacco di cuore e cadde morta sul letto dove giaceva la figlia. Il 13 marzo, non ancora quindicenne, moriva anche Lucille, assistita dal fratello, dal produttore Paul Bern e dall'attrice Lois Wilson. La diagnosi fu di morte per tubercolosi. Madre e figlia furono cremate e le loro ceneri conservate in una stessa urna nel Forest Lawn Memorial Park di Glendale.

## Riconoscimenti
- WAMPAS Baby Star nel 1924
- Young Hollywood Hall of Fame (1920's)

## Filmografia

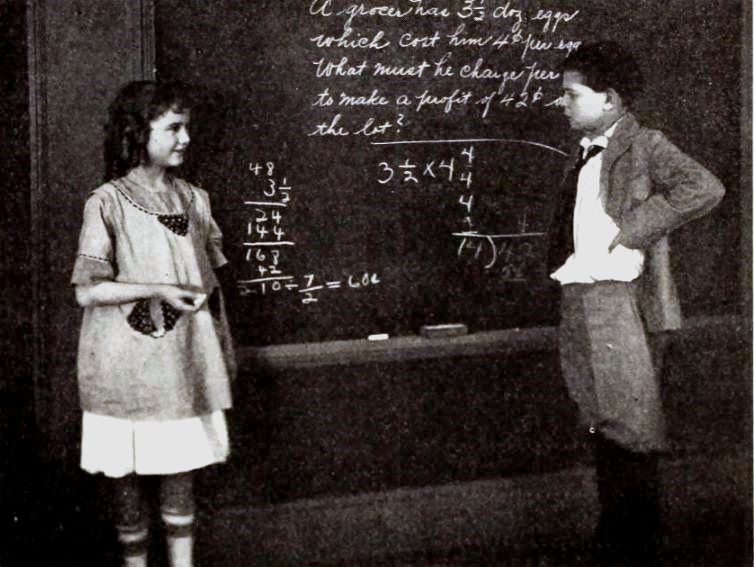
Con Edward Peil Jr. in Edgar Takes the Cake

- The Millionaire Baby, regia di Lawrence Marston e (non accreditato) Thomas N. Heffron (1915)
- Edgar Pomeroy, serial cinematografico (1920-21) - 11 episodi:

1. Edgar and the Teacher's Pet (1920)
2. Edgar's Hamlet (1920)
3. Edgar's Jonah Day (1920)
4. Edgar Takes the Cake (1920)
5. Edgar's Sunday Courtship (1920)
6. Edgar Camps Out (1920)
7. Edgar's Little Saw (1920)
8. Edgar, the Explorer (1920)
9. Edgar's Country Cousin (1921)
10. Edgar's Feast Day (1921)
11. Edgar, the Detective (1921)

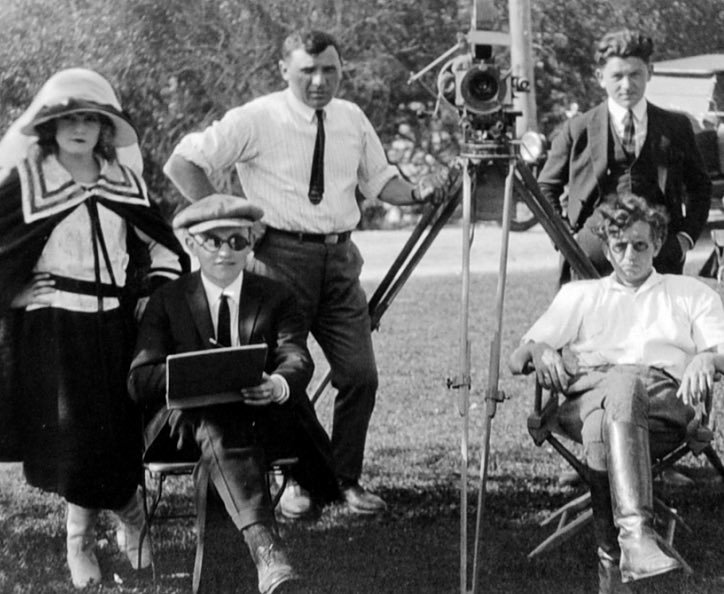
Sul set di The Marries Flapper

- Il vecchio nido (The Old Nest), regia di Reginald Barker (1921)
- The Married Flapper (1922)
- Remembrance (1922)
- The Girl Who Ran Wild, regia di Rupert Julian (1922)
- La donna è mobile (Forsaking All Others), regia di Émile Chautard (1922)
- The Strangers' Banquet, regia di Marshall Neilan (1922)
- The Social Buccaneer (1923)
- One of Three (1923)
- Under Secret Orders (1923)
- Trimmed in Scarlet (1923)
- The Secret Code, regia di Duke Worne (1923)

- The Radio-Active Bomb (1923)
- The Showdown (1923)
- Human Wreckage (1923)
- The Rendezvous (1923)
- The Judgment of the Storm (1924)

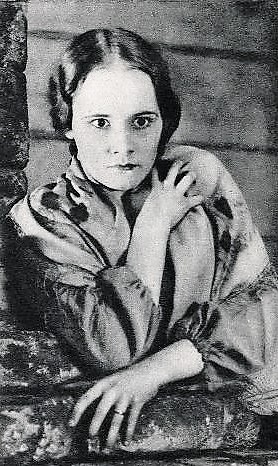
In The Rendezvous

- The Galloping Fish, regia di Del Andrews (1924)
- The Hill Billy (1924)
- L'agguato (Those Who Dance), regia di Lambert Hillyer (1924)
- Young Ideas, regia di Robert F. Hill (1924)
- Behind the Curtain (1924)
- Il prezzo della vanità (Vanity's Price), regia di R. William Neill (1924)
- The Painted Lady (1924)
- Idle Tongues, regia di Lambert Hillyer (1924)
- The Denial (1924)

## Fonti
- E. J. Fleming, Paul Bern: The Life and Famous Death of the MGM Director and Husband of Harlow, McFarland & Company, Jefferson-London, 2009, pp. 52, 83, 93.
- Michael G. Angerich, Lucille Ricksen – Sacrificed to Hollywood
- Michael G. Angerich, Dangerous Curves Atop Hollywood Heels: The Lives, Careers, and Misfortunes of 14 Hard-Luck Girls of the Silent Screen, BearManor Media, Albany, 2015, pp. 321-348